# Bactrocera fulvoabdominalis
Bactrocera fulvoabdominalis är en tvåvingeart som beskrevs av White och Neal L. Evenhuis 1999. Bactrocera fulvoabdominalis ingår i släktet Bactrocera och familjen borrflugor. Inga underarter finns listade.